# Battaglia di La Favorita
La battaglia di La Favorita fu uno scontro avvenuto il 15 e 16 gennaio 1797 tra le forze dell'Armata d'Italia di Napoleone Bonaparte e le forze dell'esercito austriaco del maresciallo Wurmser e del generale Provera. La sconfitta austriaca segnò la fine delle possibilità di liberare Mantova dall'assedio che la cingeva da mesi.

## Contesto storico
L'arrivo di Bonaparte alla guida delle forze repubblicane in Italia fu un punto di svolta nella guerra: in meno di sei mesi, l'esercito francese aveva ottenuto la pace con il Regno di Sardegna, conquistato Milano e liberato la Pianura Padana dagli austriaci, con la sola eccezione della fortezza di Mantova, posta sotto assedio fin dagli ultimi giorni di maggio 1796.
Gli unici tentativi effettuati dagli austriaci per liberare la fortezza quell'estate furono infruttuosi: ad agosto l'assedio fu sollevato per circa un mese, con le truppe di Wurmser costrette alla ritirata dopo la battaglia di Castiglione, mentre a settembre lo stesso feldmaresciallo ed una parte consistente del suo esercito, circa 15 000 uomini, furono costretti ad asserragliarsi in città, in seguito alla sconfitta a San Giorgio.

## Antefatti
Le forze imperiali assegnarono al feldmaresciallo Joseph Alvinczy il compito di liberare Mantova. Davidovich sarebbe sceso nella valle dell'Adige, Alvinczy sarebbe passato attraverso il Veneto.
Alvinczy fu il primo generale a mettere in seria difficoltà Napoleone: i due scontri tra i loro eserciti a Bassano e a Caldiero videro come trionfatori gli austriaci, ora molto vicini al loro obiettivo. Con un esercito austriaco di fronte ed uno in arrivo da Rivoli, Napoleone dovette ricorrere ad un'audace manovra per mandare i suoi nemici in ritirata: nei tre giorni di scontri ad Arcole il suo esercito si scagliò contro le retrovie dell'armata di Alvinczy, nel tentativo di tagliare le sue vie di comunicazione. Il 17 novembre riuscirono finalmente a prendere Arcole, mandando il nemico in fuga.

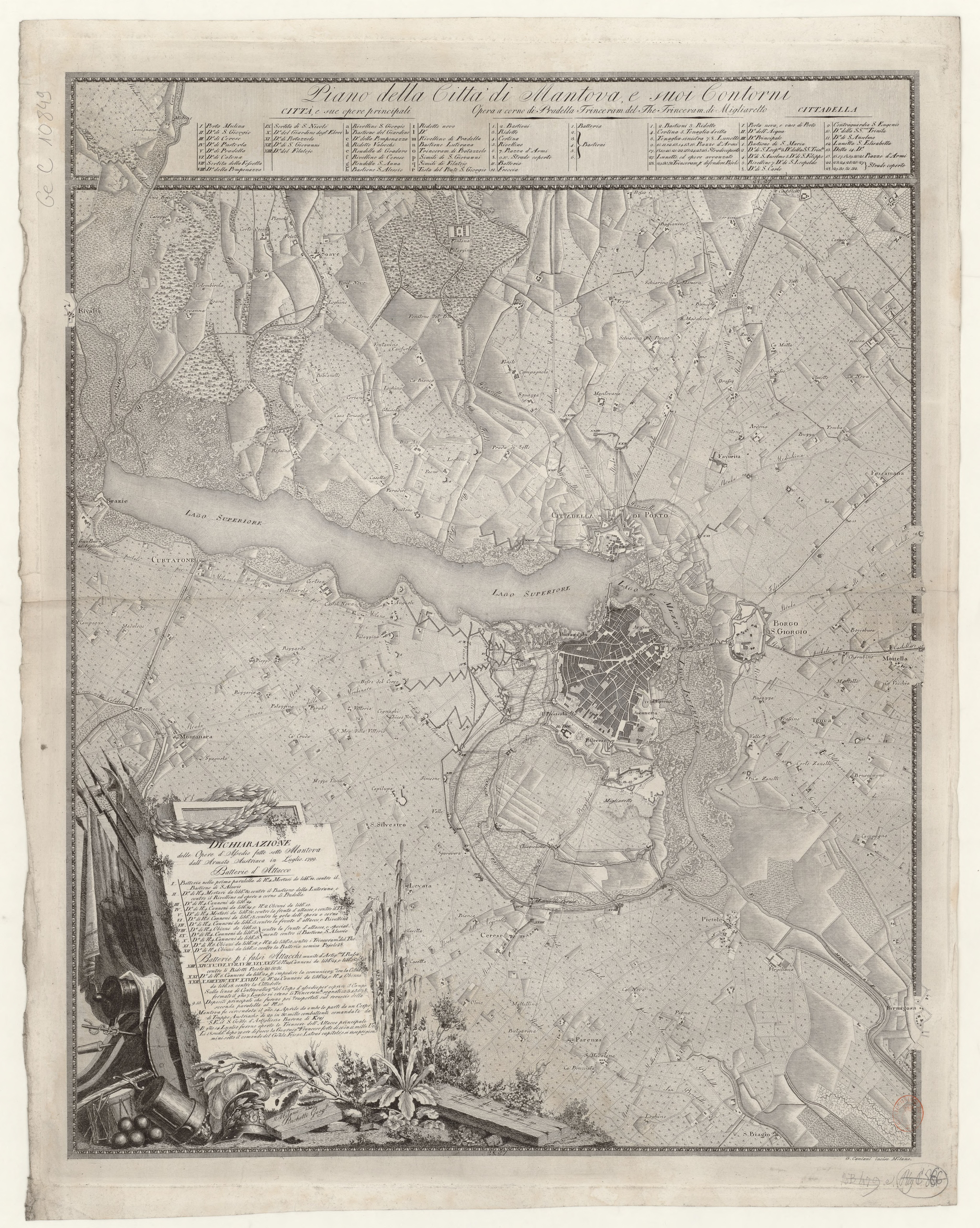
Mappa di Mantova e dintorni, 1800

Due mesi dopo, riorganizzati e pronti ad un'ultima offensiva, gli austriaci si divisero: Provera e Bajalics avrebbero fornito un diversivo al Alvinczy, attaccando rispettivamente a Legnago e Verona, mentre il comandante austriaco sarebbe sceso lungo la valle dell'Adige con il grosso dell'esercito.
Il piano sarebbe riuscito, non fosse stato per gli uomini di Barthélemy Joubert: avvistarono con anticipo le divisioni austriache in marcia verso Rivoli, dando il tempo a Napoleone di giungere in persona e coordinare le difese: le forze austriache furono nuovamente mandate in rotta ed un impressionante numero di soldati vennero catturati nei giorni seguenti.
Napoleone non ebbe nemmeno il tempo di festeggiare la vittoria: il 14 gennaio Provera era riuscito a costruire un ponte ad Angiari e stava avanzando verso Mantova con 9 000 uomini secondo il rapporto di Augereau, rimasto a proteggere la linea dell'Adige da attacchi provenienti dal Veneto. Lasciata Rivoli nelle capaci mani di Joubert, Napoleone prese con sé le forze di Massena e corse in direzione di Mantova.
Provera aveva lasciato 2 000 uomini in difesa del ponte, nella speranza di riuscire a scappare con le forze di Wurmser sulla stessa strada: vennero catturati da Lannes e Augereau il giorno seguente. Dopo aver bruciato il ponte e verificato non fossero in arrivo altri rinforzi austriaci, i due generali si mossero all' inseguimento di Provera il 15 gennaio. Non arrivarono in tempo per la battaglia.

## La battaglia
Provera arrivò a Mantova verso le ore 12 del 15 gennaio. Provò ad entrare a San Giorgio, uno dei due borghi sulla sponda destra del Mincio collegati alla città da un ponte, ma trovò la ferma opposizione dei 1 200 francesi di Miollis, trincerati nel borgo. Dopo qualche cannonata inefficace, Provera cercò di arrivare a Cittadella, altro ingresso a Mantova, situato più a nord. Tra i due paesi vi erano il borgo di Sant'Antonio e la Villa La Favorita. Se Wurmser e Provera si fossero coordinati meglio, le forze di Sérurier, circa 7 000 uomini, non sarebbero state in grado di opporsi. Fortunatamente per i francesi questo non accadde.
Verso la sera del 15, le truppe di Napoleone e Massena arrivarono al loro quartier generale di Rovabella, poco distante dal teatro della battaglia. Erano circa 8 000 uomini: con questi rinforzi, i due schieramenti erano più o meno in parità numerica.
Il giorno seguente gli scontri ripresero: gli austriaci attaccarono La Favorita. Qui l'opposizione francese, guidata da Alexandre Dumas, impedì a Provera di arrivare alla Cittadella, sebbene i francesi furono costretti a ripiegare a causa della forza dell'assalto, lasciando le trincee agli austriaci. Le forze di Wurmser, sentito il rumore degli scontri, uscirono dalla Cittadella e si diressero verso La Favorita, dove intendevano cogliere alle spalle gli uomini di Sérurier.
Arrivarono i rinforzi di Napoleone: il generale iniziò le manovre rafforzando il centro di Sérurier, posto sotto attacco da Provera, destinando il resto delle forze agli uomini di Wurmser. Sèrurier riuscì a respingere gli assalti di Provera mentre Victor, al comando degli uomini arrivati da Rivoli, cacciò dentro Mantova i soldati di Wurmser, poi Napoleone mandò le proprie forze contro quelle di Provera. Il fianco sinistro dei francesi riuscì a sfondare le linee nemiche mentre da San Giorgio le forze di Miollis colpirono il fianco sinistro degli austriaci. Con Augereau e Lannes che stavano giungendo da Legnago, gli uomini di Provera non avevano più via di fuga: l'intera armata si arrese. Erano appena le 10 del mattino.

## Conseguenze

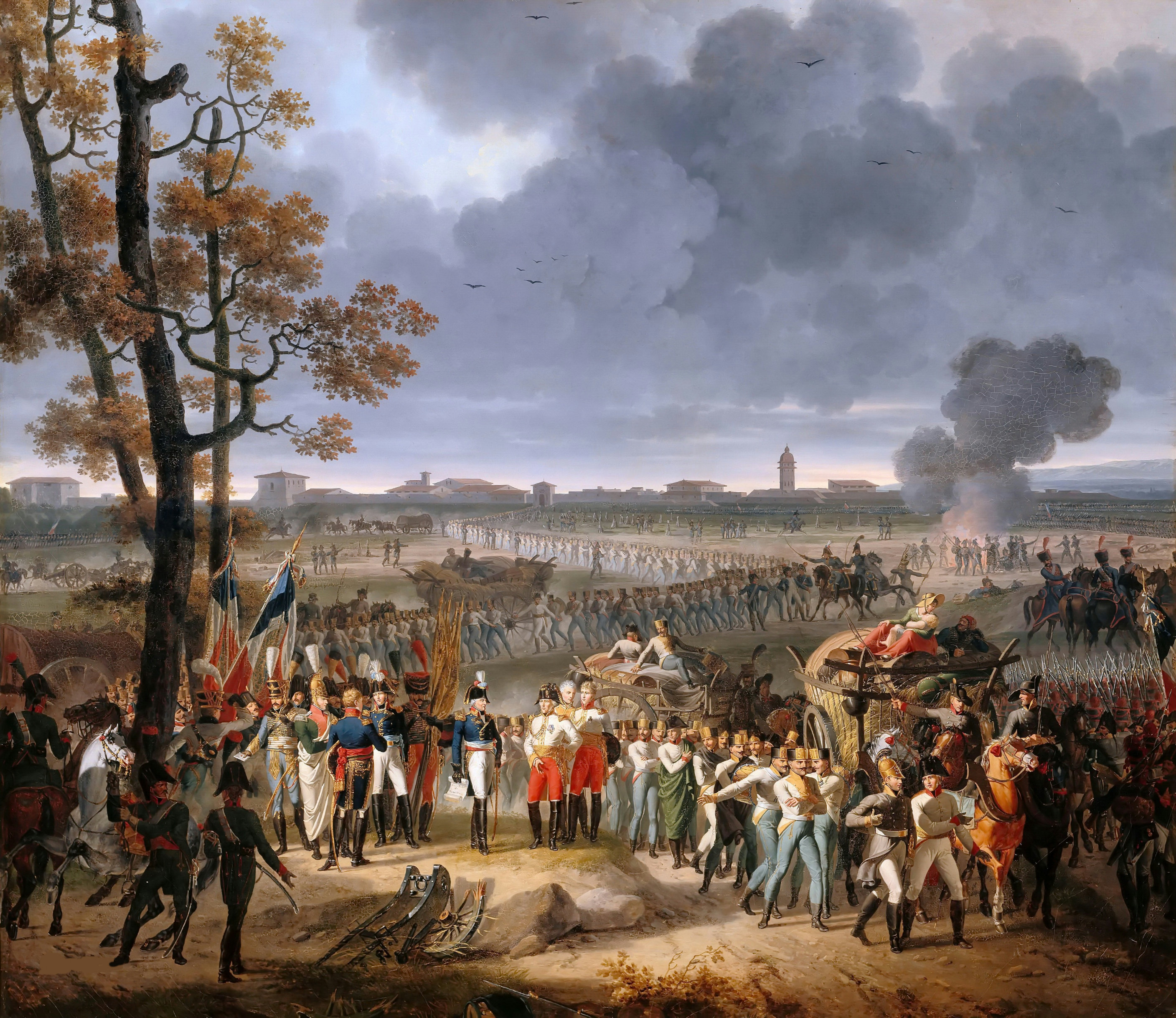
Wurmser si arrende a Sérurier

La battaglia fu una nettissima vittoria francese: 1200 tra morti e feriti, 800 uomini catturati da Wurmser furono le perdite francesi contro 1300 tra morti e feriti e ben 7000 prigionieri tra gli uomini di Provera.
Wurmser rimandò l'inevitabile ancora per due settimane, resistendo fino al 2 febbraio. Dopodiché, capendo che Alvinczy non sarebbe mai arrivato e che le provviste erano ormai sul punto di esaurirsi, si arrese a Sérurier. Fu concesso l'onore della armi a lui e ad altri 700 uomini, che ebbero il permesso di tornare in Austria. Dei 30 000 che formavano inizialmente la sua guarnigione, la metà erano già morti o malati, l'altra fu fatta prigioniera.
Napoleone, sempre attivo, prese con sé i generale Victor e Lannes e volse alla volta dello Stato Pontificio, con l'intento di punire il Papa per il proprio intervento contro i francesi.